# Enric Juncosa Iglesias
Enric Juncosa Iglesias (Palma, 1902-1975) fou un arquitecte racionalista mallorquí, germà de Pilar Juncosa, esposa del pintor Joan Miró.
Juncosa es titulà a l'escola Superior d'Arquitectura de Barcelona. Al principi la seva carrera professional treballà amb l'arquitecte Guillem Forteza Pinya. Juncosa fou nomenat arquitecte municipal de Palma en dos períodes: 1931-1937 i 1941-1943. Entre les seves obres hom en pot destacar la Casa Ques (Plaça del Mercat, 8; 1932) catalogada per la Fundació DoCoMoMo, la casa per a Gabriel Esteva (Arxiduc, 31; 1934), la clínica Mare Nostrum (1936), l'edifici de la Transmediterránea (1936), l'edifici del cine Actualidades (1940), la casa per a Gabriel Tarongí (Jardí Botànic 6, 1841) i el cine Capitol (1945). Fora de Palma, es pot mencionar les dependències de GESA a Inca (1930). També executà la reforma del Grand Hotel, del que conservà tots els elements modernistes, una corrent artística que no agradava al règim franquista. També projectà la casa de Son Abrines (1954) annexa ara a la Fundació Pilar i Joan Miró a Mallorca.